# Edelzell
Edelzell is een plaats in de Duitse gemeente Fulda, deelstaat Hessen, en telt 2356 inwoners (2006).